# Winitia
Winitia là chi thực vật có hoa trong họ Annonaceae, được  Tanawat Chaowasku et al. thiết lập năm 2013.
Một số tác giả gộp chi Winitia vào chi Stelechocarpus.

## Từ nguyên
Chi được đặt để vinh danh Phraya Winit Wanandorn, nhà thực vật học người Thái Lan.

## Các loài
- Winitia cauliflora (Scheff.) Chaowasku, 2013  = Stelechocarpus cauliflorus(Scheff.) J.Sinclair, 1953: Có thể gộp thành loài trong chi Stelechocarpus. Bản địa vùng nhiệt đới châu Á.
- Winitia expansa Chaowasku, 2013 = Stelechocarpus expansus(Chaowasku) I.M.Turner, 2016: Có thể gộp thành loài trong chi Stelechocarpus. Đặc hữu Thái Lan.